# Abukuma-gawa
Pour les articles homonymes, voir Abukuma.
Le fleuve Abukuma (阿武隈川, Abukuma-gawa) est le second fleuve le plus long de la région de Tōhoku au Japon. Il mesure 239 km et couvre un bassin versant de 5 390 km2.

## Géographie
Le fleuve prend sa source au pic Asahi (旭岳, Asahi dake). Il descend des montagnes vers l'est jusqu'à Shirakawa puis bifurque vers le nord.
Cette vallée est la partie de la préfecture de Fukushima appelée Nagadōri (中通り, Central street).
De nombreuses villes se sont développées dans la vallée : Shirakawa, Sukagawa, Koriyama et Fukushima.
Le fleuve traverse ensuite les monts Abukuma, longs mais peu élevés, et entre dans la préfecture de Miyagi. Kakuda et Iwanuma sont situées au bord du fleuve.
L'embouchure et l'estuaire s'ouvrent sur l'océan Pacifique, entre Iwanuma et Watari.

## Environnement
En 2011, quatre jours après la catastrophe de Fukushima (11 mars 2011) induite par un tremblement de terre et un tsunami, le vent a tourné et a orienté les panaches de fumée, les vapeurs et les gaz vers le nord-ouest de la centrale de Fukushima Daiichi. Il pleuvait ou neigeait, ce qui a contribué au dépôt de radionucléides à partir du panache de contamination jusqu'à environ 70 à 80 km du point d'émission. Une partie du bassin de l'Abukuma-gawa est concernée par ces retombées. Son bassin versant a drainé une partie des radionucléides emportés par le ruissellement et l'érosion des sols. Ces radionucléides peuvent être piégés par les sédiments, emportés vers la mer et/ou passer dans la chaine alimentaire.

## Honneurs
L'astéroïde (79152) Abukumagawa porte son nom.